# Benton (Illinois)
Benton è un comune degli Stati Uniti d'America, situato in Illinois, nella contea di Franklin, della quale è anche il capoluogo.
Qui nacque il pilota di formula 1 Carl Scarborough.